# Сен-При, Алексис
Граф Алексис Гиньяр де Сен-При (Alexis Guignard, comte de Saint-Priest; 20 апреля 1805, Санкт-Петербург — 27 сентября 1851, Москва) — французский дипломат и историк.

## Биография
Сын Карла Францовича де Сен-При (1782—1863) от его брака с княжной Софьей Алексеевной Голицыной (1777—1814), дочерью князя А. Б. Голицына, двоюродной сестрой московского генерал-губернатора Д. В. Голицына. Родился в С.-Петербурге, воспитывался во французском коллеже в Одессе, где его отец был губернатором.
В 1822 году, после восстановления Бурбонов, вместе с отцом уехал во Францию и поступил на дипломатическую службу. В «Chefs-d'œuvre du théâtre russe» он дал очерк русского театра, а в «Revue française» — этюд об Испании, по которой путешествовал в 1829 году. Находившийся в дружеских отношениях со старшим сыном герцога Орлеанского, граф де Сен-При стал горячим сторонником июльской монархии. 30 декабря 1832 он был назначен чрезвычайным и полномочным послом в Бразилии, затем был послом в Португалии (1835) и Дании (1838). По возвращении во Францию 25 декабря 1841 был назначен членом Палаты пэров. При голосованиях поддерживал предложения правительства, но занимался, в основном, литературой и историей. В 1844—1850 годах сотрудничал в Revue des Deux Mondes.
18 января 1849 был избран членом Французской академии, победив Низара и Бальзака. 17 января 1850 был принят в состав Академии Эмманюэлем Дюпати.
В 1851 году Сен-При осуществил давнее намерение приехать в Россию, где его отец уже несколько лет проживал почти постоянно, а сестра занимала высокое положение в свете, но после двух месяцев пребывания заболел и 15 (27) сентября того же года умер в Москве от тифа.

## Сочинения
- «Les Ruines françaises, suivies du Voyageur à la Trappe», поэтическое эссе (P., 1823)
- «Chefs-d'œuvre du théâtre russe, traduits et publiés par le Cte A. de Saint-Priest. Ozerof (Fingal ; Dimitri Donskoi), Fon-Vizine (Le Dadais), Krilof (Le Magasin de modes), Schakofskoi (Le Cosaque poète)» (1823)
- «Athénaïs, ou le Pouvoir d’une femme» (1826), одноактная комедия в прозе
- «Le Présent et le passé» (1828)
- «Espagne» (1830)
- «Histoire de la royauté considérée dans ses origines jusqu’à la formation des principales monarchies de l’Europe» (1842)
- «Histoire de la chute des jésuites au XVIIIe siècle» (1844)
- «Histoire de la conquête de Naples par Charles d’Anjou, frère de saint Louis» (1847—1849), 4 t.
- «Etudes diplomatiques et littéraires» (1850)
- «La Normandie ancienne et moderne, mœurs, usages, antiquités, costumes des cinq départements composant cette ancienne province» (1851), опубликовано под псевдонимом P. Philppe

## Семья
Жена (7.05.1827): Антуанетта Мари Генриетта де Ла Гиш (1804—1865), дочь Луи-Анри-Казимира, маркиза де Ла Гиша (1777—1843) и Амели Франсуазы Луизы де Клерон д'Оссонвиль (1780—1824)
Дети:
- Софи де Гиньяр де Сен-При (1816—1883). Муж 1) (28.06.1845): виконт Гаспар де Клермон-Тоннер (1816—1849); 2) (11.11.1862): граф Ипполит де Шарпен-Фежероль (1816—1894)
- Элизабет Мари Казимира де Гиньяр де Сен-При (1832—1900). Муж (13.05.1851): граф Бернар Ипполит Мари д'Аркур (1821—1902)
- Жорж Алексис Шарль де Гиньяр, граф де Сен-При (1835—1898)